# Episodi de I liceali (terza stagione)
La terza stagione de I liceali è stato trasmesso a partire dal 18 maggio 2011 su Canale 5, diretto da Francesco Miccichè.
| nº | Titolo                  | Prima TV       |
| -- | ----------------------- | -------------- |
| 1  | Non tagliateci le ali   | 18 maggio 2011 |
| 2  | Alleanze                | 25 maggio 2011 |
| 3  | Tradimenti              | 1º giugno 2011 |
| 4  | Diventa ciò che sei     | 8 giugno 2011  |
| 5  | Dietro la maschera      | 15 giugno 2011 |
| 6  | Arrivano le finlandesi! | 22 giugno 2011 |
| 7  | Gita scolastica         | 29 giugno 2011 |
| 8  | Il milionario           | 6 luglio 2011  |

## Non tagliateci le ali
- Diretto da:
- Scritto da:

### Trama
È il primo giorno di scuola ed il professore di matematica Enea Pannone, oltre ad inserire sua nipote Camilla in una classe del Liceo Colonna, inizia a dare sostegno psicologico alle sue due nuove colleghe: l'insegnante di lettere, Francesca Strada, dal cui marito geloso si becca anche un pugno, e Maristella Amoruso, insegnante di greco e latino, perseguitata dalla sua anziana madre. Inoltre cerca di convincere la professoressa di latino a prendere posizione nella battaglia contro Cavicchioli che quest'anno, solo per il fatto di essere divenuto preside, crede di poter disporre a suo piacimento della scuola, affittandone un'ala alla Provincia. Camilla diventa amica di Alice ma si prende una cotta per Lorenzo senza sapere che Alice gli ha già messo gli occhi addosso e, per averlo, è disposta a tutto. Fin dal primo giorno di scuola Enea Pannone scopre di avere in classe un talento per la matematica, Jamal, un ragazzo indiano che suscita rabbia ed intolleranza in alcuni compagni.
- Ascolti Italia: telespettatori 3 512 000 - share 13,34%[1]

## Alleanze
- Diretto da:
- Scritto da:

### Trama
Continua la storia d'amore tra Camilla e Lorenzo, ma la ragazza non riesce a parlarne con la sua migliore amica Alice perché anche lei è interessata al ragazzo. Successivamente Alice scopre per caso la relazione tra i due e reagisce molto male. Intanto al Liceo Colonna si devono eleggere i vari rappresentanti e vince la lista appoggiata da Enea.
Le vicende sentimentali si complicano anche per Enea: la sua collega Francesca è molto interessata a lui nonostante la forte gelosia del marito e le pesanti minacce. Dopo il lavoro i due insegnanti si scambiano il numero di telefono ma Enea si sbaglia e registra con il nome di Francesca il numero della collega Mariastella. Lo scambio di SMS tra i due, rende Mariastella particolarmente felice. La donna lo invita in un hotel per una notte soli; Enea accetta ma, nella stanza, trova la collega vestita in modo eccessivo.
- Ascolti Italia: telespettatori 3 343 000 - share 13,12%[2]

## Tradimenti
- Diretto da:
- Scritto da:

### Trama
I ragazzi del Liceo Colonna hanno deciso di organizzare la "Notte bianca" con lo scopo di attirare l'attenzione su una questione che riguarda il loro istituto: la cessione di alcuni spazi scolastici agli uffici della Provincia così come deciso dal preside, cosa che porterebbe alla perdita degli spazi ricreativi. Anche Pannone e Strada hanno deciso di sostenere i ragazzi in questa loro lotta.
Enea ha dovuto spiegare a Francesca il grosso equivoco che c'è stato con la collega Amoruso: il professore pensava di incontrare Francesca ed invece si è ritrovato in camera preda di Mariastella che a sua volta, dopo essersi offesa per il rifiuto ricevuto, ha parlato dell'appuntamento proprio a Francesca.
Intanto tra le ragazze della scuola c'è molta invidia e il triangolo d'amore e di amicizia tra Camilla, Lorenzo e Alice ha fomentato le malelingue, tanto che Ginevra ha preparato un fotomontaggio in cui sembra che Alice baci Lorenzo e l'ha mostrata a Camilla. La ragazza è sconvolta e viene beccata dal preside con uno spinello tra le dita (che era di Ginevra) e viene sospesa, dopo aver litigato, inoltre, con Lorenzo a causa della foto.
Intanto Francesca viene raggiunta dal marito a scuola e questo le comunica di aver ricevuto un'importante offerta di lavoro. La donna si dimostra contentissima e si riaccende la passione con il marito, facendole dimenticare subito Pannone, che ha osservato la scena con delusione.
Durante la Notte bianca, i ragazzi scoprono che gli uffici destinati alla provincia sono già pronti e quindi la decisione di occupare la scuola si è rivelata efficace: infatti la Provincia ha poi sgomberato gli uffici. Ma non tutti hanno partecipato: Francesca ha raggiunto il marito per fargli una sorpresa ma lo ha trovato in compagnia di un'altra donna ed è scappata via. Il padre di Camilla, saputo dello spinello, ha deciso di riportare a casa la ragazza e così insieme hanno lasciato la città ma non prima di un chiarimento tra Camilla e Lorenzo, avvenuto grazie ad Alice che ha scoperto lo scherzo organizzato dalle amiche.
- Ascolti Italia: telespettatori 2 957 000 - share 11,57%[3]

## Diventa ciò che sei
- Diretto da:
- Scritto da:

### Trama
Mia dovrà comprendere che la sua infelicità c'entra ben poco coi presunti problemi di linea e che la vera difficoltà è semplicemente accettare se stessa. Poppi in questo senso non è un'eccezione, si renderà conto dell'importanza di gettare la maschera e mostrare al mondo la sua vera vita, e sarà in questo modo che aiuterà Mia ad accettare la sua.
- Ascolti Italia: telespettatori 3 110 000 - share 12,63%[4]

## Dietro la maschera
- Diretto da:
- Scritto da:

### Trama
I ragazzi si preparano per realizzare uno spettacolo teatrale, "La Mandragola". Lidia, la madre di Lorenzo, ha il compito di preparare i ragazzi per la recita. Nel frattempo, la stessa Lidia ha una storia con Giorgio Gambino e finirà con l'andarci a letto e Lorenzo, ospite di Alice avendo perso le chiavi di casa fa l'amore con lei. Dopodiché, Lorenzo viene a sapere di sua madre e Giorgio e, dopo aver picchiato Giorgio, se ne va di casa e viene ospitato da Mario.
- Ascolti Italia: telespettatori 3 015 000 - share 12,82%[5]
- guest start: Gerry Scotti

## Arrivano le finlandesi!
- Diretto da:
- Scritto da:

### Trama
Tutti i ragazzi sono alla stazione ad aspettare l'arrivo delle studentesse finlandesi e, ad ognuno dei essi, viene "affidata" una finlandese. Enea, con sua grande sorpresa, deve ospitare una bella professoressa finlandese Andrea Paicalà (che credeva fosse un uomo dato il nome), cosa che suscita la gelosia di Francesca. Enea, grazie all'aiuto di Eddy e di Jamal, si convince a partecipare al Milionario. I genitori di Susanna e quelli di Jamal fanno affari, mentre Lorenzo grazie ad una spinta di Alice si convince a chiarire con la madre, e, per il buon gesto di Alice, Lidia chiede ad una sua amica di sponsorizzare la società dei genitori di Alice. Mario, nel frattempo, ubriaco, dichiara finalmente a Chiara il suo interesse per lei.
- Ascolti Italia: telespettatori 3 072 000 - share 13.69%[6]

## Gita scolastica
- Diretto da:
- Scritto da:

### Trama
A scuola sono tutti molto agitati per la prossima gita scolastica, che sembra prevedere tra le tappe, Firenze e Viareggio, dove è andata ad abitare Camilla. Per questo motivo, Alice è molto preoccupata e teme di doverle raccontare di aver fatto sesso con Lorenzo, con cui poi si è messa insieme. Intanto la storia tra Chiara e Vasco mette di cattivo umore Mario, che continua a fare abuso di birra ed alcool.
La professoressa Francesca Strada, nel frattempo, organizza corsi pomeridiani di flamenco e, alla fine di una di queste lezioni, rivela ad Enea di voler chiedere il divorzio dal marito. Durante una visita a Roma, Enea bacia Francesca e i due si mettono d'accordo per un'uscita insieme, ma l'arrivo del marito rovina tutto. Enea è molto arrabbiato, ma Francesca non può farsi perdonare perché è venuta a sapere che il marito è ricoverato in ospedale per aver fatto abuso di pasticche. Per questo motivo non può neanche venire in gita. Un ex alunno di Enea, Cristiano Malagò, però, infermiere, racconta all'insegnante della falsità del paziente, e così Francesca decide di venire in gita e mollare definitivamente il marito.
Chiara, intanto, è venuta a sapere di nascosto, che Vasco frequenta altre ragazze, tra cui una certa Patrizia della sua classe, e anche Paulina, la finlandese. Arrivati a Firenze, Strada racconta la trama di un libro molto interessante, che fa nascere in Chiara l'idea di vendicarsi di Vasco, e racconta la sua idea alle altre ragazze di Vasco. Durante un pomeriggio in spiaggia, Mario vede Chiara e Vasco baciarsi e pensa che tra di loro ci sia veramente qualcosa, perciò si ubriaca. Nel frattempo a Viareggio Alice incontra Camilla e tra di loro le cose si aggiustano, ma Lorenzo non è sicuro dei suoi sentimenti nei confronti di Alice.
Mario, sconvolto, ruba la macchina del direttore dell'hotel ed investe il cane del preside, Sasha.
Lorenzo corre alla stazione e qui, dopo aver trovato Alice, le confessa i suoi sentimenti: i due si baciano e fanno l'amore nella camera del ragazzo in hotel. Strada con la scusa della tapparella rotta dorme da Pannone e i due fanno l'amore. Anche Gualtiero e l'Amoruso passano una notte di fuoco. Alla fine l'unico solo è Poppi che anche avendo fatto una tirata di sonno non è riposato e felice come le tre coppie.
Il nonno di Giorgio muore.
- Ascolti Italia: telespettatori 2 768 000 - share 13,11%[7]

## Il milionario
- Diretto da:
- Scritto da:

### Trama
Al Colonna l'anno scolastico sta per finire ed è tempo di interrogazioni, così Chiara si propone per aiutare Mario e i due si baciano, Lorenzo ad Alice, e Jamal a Giorgio. Nel frattempo la love story tra Enea e la Strada attraversa un periodo di crisi dopo che lei ha visto il suo ex con un'altra e sembravano felici. Il padre di Alice trova lavoro a Singapore e quindi si dovrebbero trasferire, ma poi decide di partire solo; Alice contenta lo va a dire a Lorenzo. La prof. Campanella incontra un suo ex ragazzo, che poi col test del DNA scopre che è il padre di suo figlio. Cavicchioli va a una seduta erotica e con l'Amoruso dopo aver fatto fiasco due volte fa scintille. Il professor Pannone accompagnato da Jamal partecipa al Milionario: dopo il primo tentativo riesce a vincere 300 000 euro (anche se non ha voluto leggere l'ultima domanda), i soldi necessari per mandare via quelli della Provincia. Quando arriva alla stazione per partire ci sono tutti i suoi alunni ad attenderlo inclusa la prof. Strada e dopo un abbraccio i due incitati dai ragazzi si baciano.
- Ascolti Italia: telespettatori 2 885 000 - share 14,08%[8]

Guest star: Gerry Scotti (se stesso)